# Петер Мадяр
Петер Мадьяр (угор. Péter Magyar; нар. 18 березня 1981) — угорський політик і юрист. Колишній чоловік угорської юристки та політикині Юдіт Варґи.
Мадяр привернув увагу ЗМІ, коли 15 березня 2024 року оголосив про свій намір заснувати партію, пропонуючи альтернативу тому, що він вважав «штучним розколом» між парламентською опозицією та Fidesz-KDNP — правлячою коаліцією в Угорщині.

## Особисте життя
Мадьяр народився в Будапешті. Він колишній член правлячої партії Фідес.
З Юдіт Варгою він познайомився 1 квітня 2005 року на вечірці. Він зробив їй пропозицію в серпні 2006 року. Мають трьох синів; їх перша дитина, син на ім'я Левенте, народився в 2008 році. Сім'я жила в Брюсселі кілька років, перш ніж повернулася до Будапешта, коли Варгу було призначено на посаду в Міністерстві юстиції Угорщини. У березні 2023 року пара оголосила про розлучення
Його родина займає помітне місце в угорській політиці — серед її членів були суддя та колишній президент. Його дід, Пал Ерош, був суддею, який вів популярну телепрограму про юридичні питання. Його двоюрідний дядько Ференц Мадл був президентом Угорщини з 2000 по 2005 рік, а мати працювала в судовій гілці влади.

## Політична кар'єра
До того, як прийти в політику в місцевому осередку Фідес, на той час опозиційної партії, Мадяр брав участь у безоплатній юридичній допомозі, а також допомагав антиурядовим активістам під час протестів 2006 року в Угорщині . Його попередню роль у Фідес по-різному описували: і як «впливовий інсайдер» і як «колишній чиновник». Після того як партія Фідес прийшла до влади на парламентських виборах в Угорщині 2010 року, він був призначений чиновником у Міністерстві закордонних справ . Через рік, коли Угорщина головувала в ЄС, він також приєднався до Постійного представництва Угорщини при Європейському Союзі. У 2015 році він став працювати в Офісі прем'єр-міністра. У вересні 2018 року він очолив юридичний департамент директорату Європейського Союзу у державному Угорському Банку Розвитку (MFB). З 2019 по 2022 рік він очолював Центр студентського кредитування.
Мадяр вперше став відомим своєю критикою урядових політиків після скандалу з помилуванням здійсненим Президенткою Каталін Новак. На початку лютого 2024 року стало відомо, що Президентка Угорщини Каталін Новак у квітні 2023 року помилувала Ендре Конья, заступника директора державного дитячого будинку поблизу Будапешта. Депутат примушував дітей приховувати сексуальне насильство з боку свого начальника, Яноша Вашархея, директора будинку. Скандал вилився в антиурядові протести з вимогою відставки Новак; вона зробила це 10 лютого 2024 року. Того ж дня колишня дружина Мадяра Юдіт Варга, колишня міністерка юстиції, яка підписала помилування, також оголосила про свою відставку з посади депутатки Національної асамблеї та вийшла з виборчого списку партійного списку Фідес на виборах до Європейського парламенту в червні 2024 року, де вона була першим номером
Через кілька годин після того, як його колишня дружина оголосила про відхід з політики, Мадяр опублікував допис у Facebook, в якому заявив, що він йде у відставку зі своїх посад у двох державних підприємствах і відмовляється від свого місця в правлінні третього — Угорського Банку Розвитку (MBH). Він написав, що останні кілька років змусили його зрозуміти, що ідея «національної, суверенної, буржуазної Угорщини», проголошена урядом Орбана, насправді була «політичним продуктом», який служить для приховування масової корупції та перерозподілу багатства на користь тих, хто має ''правильні зв'язки".
У наступні тижні Мадяр дав низку інтерв'ю найпопулярнішим незалежним медіа Угорщини, зокрема Partizán, Telex.hu та 444.hu, у яких він різко критикував уряд, зокрема міністра кабінету прем'єр-міністра Антала Рогана. Він стверджував, що під час свого перебування на посаді голови національної структури, що розподіляла студентські позики, він був змушений надавати перевагу близьким до Орбана бізнесам під час публічних тендерів і що на нього чинили тиск щодо аспектів свого розлучення. Його перше інтерв'ю, в якому він стверджував, що «кілька сімей володіють половиною країни», станом на березень 2024 року переглянули більше двох мільйонів разів
У наступні дні Мадяр продовжував друкувати публікації з критикою осіб, пов'язаних з урядом, стверджуючи, що люди, дружні або пов'язані з прем'єр-міністром, як-от його зять Іштван Тіборч, накопичили величезні статки, приховані за національними фондами приватного капіталу. 15 березня 2024 року він провів мітинг за участю десятків тисяч людей у Будапешті, на якому оголосив про створення нової політичної партії «Тиса» (Tisza). Згідно з опитуваннями, проведеними того місяця, близько 13 % виборців заявили, що вони «точно або дуже ймовірно» проголосують за Мадяра, якщо він на чолі партії балотуватиметься на наступних парламентських виборах на посаду Прем'єр-Міністра.

## Докази у справі Шадля-Фьольнера
20 березня 2024 року Мадяр кілька годин давав свідчення в столичній прокуратурі щодо резонансної корупційної справи про хабарі голови судових виконавців Дьордю Шадлю, які він дав колишньому держсекретарю юстиції Палу Фьольнеру. Невдовзі після своїх свідчень він оголосив перед пресою, що має докази у вигляді аудіозаписів того, що Антал Роґан або його спільники маніпулювали документами у справі, щоб приховати докази, які б викривали Роґана. У дописі у Facebook через кілька днів він пообіцяв оприлюднити записи о 9:00 26 березня 2024 року, у день його наступного виступу, щоб дати свідчення та надати докази прокурорам. Він заявив, що як тільки це станеться, у головного прокурора Петера Полта, а також у всього уряду Орбана не буде іншого вибору, як піти у відставку.
26 березня 2024 року Мадяр оприлюднив запис для громадськості. Він містив двохвилинну розмову між ним і його колишньою дружиною Юдіт Варгою про корупційну справу Шадля-Фьольнера. У коментарях Варги йдеться про причетність міністра Кабінету міністрів Антала Роґана до фальсифікації доказів шляхом видалення його і/або імен його партнерів з документів, пов'язаних зі справою. Мадяр передав запис до прокуратури.

## Звинувачення в домашньому насильстві
Того самого дня, коли Мадяр оприлюднив запис, на якому він обговорює роль Роґана у справі Шадля-Фьольнера, Юдіт Варга опублікувала два пости у Facebook, у яких стверджувалося, що Мадяр словесно та фізично знущався над нею протягом усього шлюбу. Вона також стверджувала, що твердження, які вона зробила на оприлюдненому записі, були зроблені під час спілкування з Мадяром, коли вона відчувала загрозу з його боку. Пізніше того ж вечора YouTube-канал Frizbi TV опублікував інтерв'ю з Варгою, в якому вона уточнила ці свої звинувачення, зокрема розповіла, що Мадяр у різні моменти замикав її в кімнаті без її згоди, штовхав її дверима, коли вона була вагітною і ходив навколо їхнього спільного будинку, розмахуючи ножем. Мадяр заявив, що все це — наклеп і стверджував, що його колишню дружину шантажує уряд. За його словами, урядові ЗМІ хотіли лише відвернути увагу від аудіозапису.